# Neosparassus praeclarus
Neosparassus praeclarus là một loài nhện trong họ Sparassidae.
Loài này thuộc chi Neosparassus. Neosparassus praeclarus được Ludwig Carl Christian Koch miêu tả năm 1875.